# Rhynchoconger ectenurus
Rhynchoconger ectenurus is een straalvinnige vissensoort uit de familie van zeepalingen (Congridae). De wetenschappelijke naam van de soort is voor het eerst geldig gepubliceerd in 1909 door Jordan & Richardson.